# مفصل گیجگاهی‌زیرواره‌ای

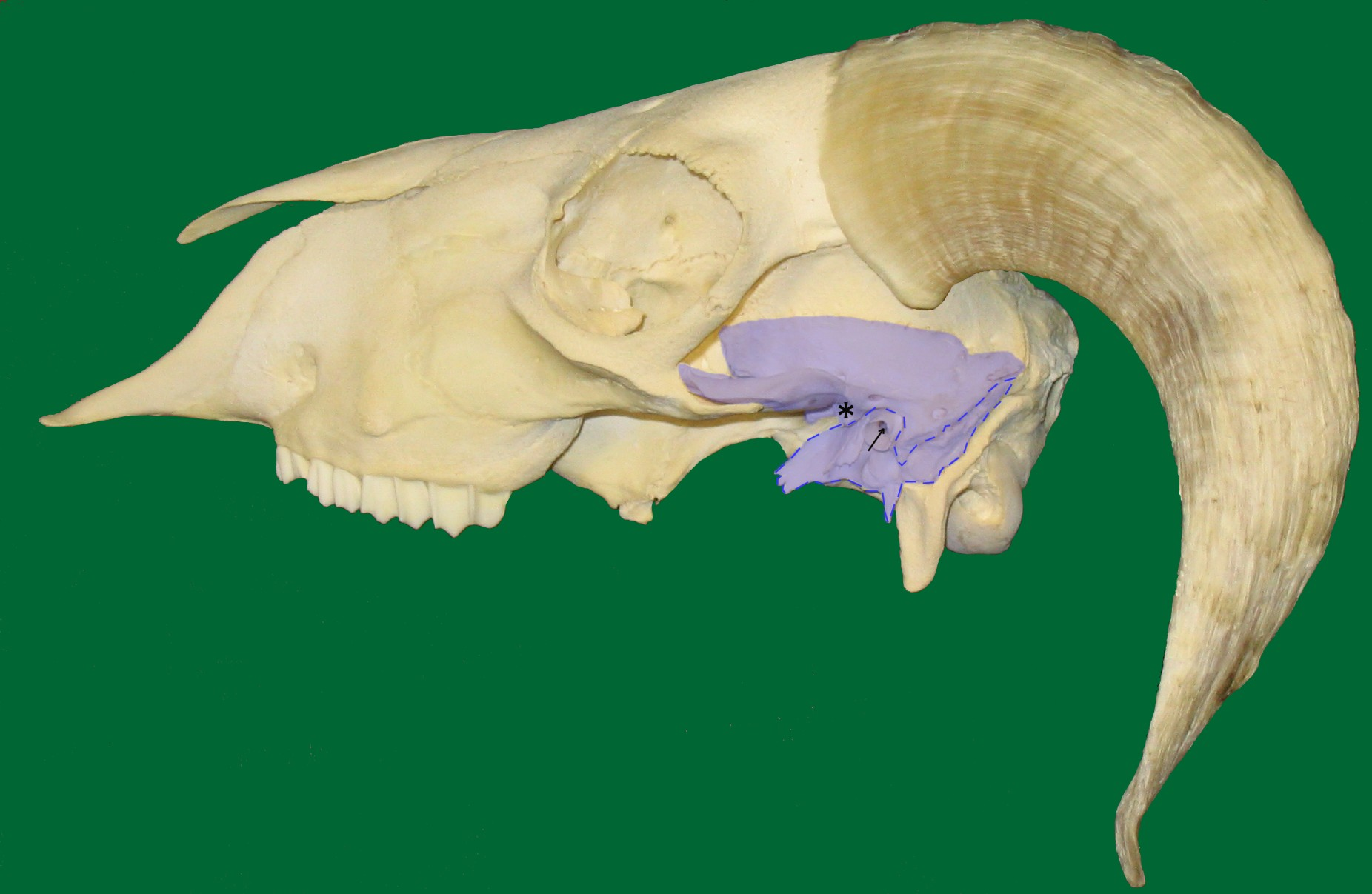
جمجمهٔ گوسفند. استخوان گیجگاهی رنگی شده. خط: وجه مفصلی برای مفصل‌های گیجگاهی‌زیرواره‌ای؛ پیکان: سوراخ شنوایی بیرونی.

در کالبدشناسی، مفصل‌های گیجگاهی‌زیرواره‌ای (Temporomandibular joint, TMJ) دو مفصل هستند که فک پایین را به جمجمه متصل می‌کنند. این‌ها مفصل‌هایی زلاله‌ای (سینوویال) و دوجانبه‌اند که بین استخوان گیجگاهی در بالا و زائدهٔ کلّگی (کندیلوئید) فک پایین در پایین قرار دارند؛ نام این مفصل نیز از همین استخوان‌ها گرفته شده است. این مفصل‌ها از آن‌جا که از طریق فک پایین به هم متصل‌اند، در عملکرد خود ویژگی دوجانبه دارند.
این مفصل در دو طرف صورت وجود دارد و گاه دچار درد یا عفونت یا دررفتگی می‌شود.

## ساختار
مفصل گیجگاهی‌زیرواره‌ای (temporomandibular joint, TMJ) مفصل بین کلّگی condyle استخوان فک پایین و گودی زیرواره‌ای mandibular fossa و دگمهٔ مفصلی articular tubercle استخوان گیجگاهی است.
اجزای اصلی این مفصل شامل کپسول مفصلی، دیسک مفصلی، کندیل فک پایین، سطح مفصلی استخوان گیجگاهی، رباط گیجگاهی‌زیرواره‌ای، رباط نیزه‌ای‌زیرواره‌ای، رباط پروانه‌ای‌زیرواره‌ای و ماهیچه بالی جانبی هستند.

### کپسول
کپسول مفصلی (یا رباط کپسولی) پوششی نازک و شل است که در بالا به محیط گودی زیرواره‌ای و تپه مفصلی در جلو چسبیده و در پایین به گردن کندیل فک پایین متصل است. اتصال شل آن به گردن فک باعث می‌شود حرکت آزاد مفصل امکان‌پذیر باشد.

### دیسک مفصلی
ویژگی خاص مفصل گیجگاهی‌زیرواره‌ای، دیسک مفصلی آن است. این دیسک از بافت فیبروغضروفی متراکم ساخته شده و میان سر کندیل فک پایین و گودی زیرواره‌ای استخوان گیجگاهی قرار دارد. این مفصل یکی از معدود مفصل‌های زلاله‌ای بدن انسان است که دیسک مفصلی دارد (دیگری مفصل جناغی‌ترقوه‌ای است). دیسک، مفصل را به دو حفرهٔ بالا و پایین تقسیم می‌کند که هر دو از نوع حفره‌های زلاله‌ای هستند و با مایع زلاله‌ای پر می‌شوند، که این مایع را پوشش زلاله‌ای داخل کپسول مفصل تولید می‌کند. دیسک دارای شکل دوطرف فرورفته (دوکفه‌ای) است. بخش جلویی دیسک جایگاه اتصال سر بالایی ماهیچه بالی جانبی است و بخش پشتی آن به استخوان گیجگاهی وصل می‌شود. در شرایط عادی، حفره‌های بالا و پایین با هم ارتباطی ندارند مگر اینکه دیسک آسیب دیده باشد.
مرکز دیسک فاقد رگ خونی و عصب است و تغذیه‌اش را از مایع زلاله‌ای اطراف دریافت می‌کند. در مقابل، رباط پشتی و کپسول اطراف دارای عروق و اعصاب هستند. تعداد کمی سلول در دیسک حضور دارند که شامل فیبروبلاست‌ها و گلبول‌های سفید هستند. ناحیهٔ مرکزی دیسک نازک‌تر اما متراکم‌تر از نواحی کناری آن است. با افزایش سن، کل دیسک نازک می‌شود و ممکن است در ناحیهٔ مرکزی آن غضروف شکل بگیرد که این موضوع می‌تواند باعث اختلال در حرکت مفصل شود. غشای زلاله‌ای، سطح داخلی کپسول مفصلی را می‌پوشاند، به‌جز سطح دیسک مفصلی و غضروف کندیل.
حفرهٔ پایین که بین فک و دیسک است درگیر حرکت چرخشی است، که نخستین حرکت دهان هنگام بازشدن به‌شمار می‌رود. حفرهٔ بالا که میان دیسک و استخوان گیجگاهی قرار دارد، مربوط به حرکت لغزشی است که در باز شدن کامل دهان رخ می‌دهد.
در برخی موارد جابه‌جایی دیسک به سمت جلو، درد هنگام حرکت فک پایین ناشی از فشرده‌شدن کندیل بر سطح مفصلی استخوان گیجگاهی است.

### رباط‌ها
سه رباط با این مفصل مرتبط‌اند: یک رباط اصلی و دو رباط فرعی. این رباط‌ها، محدودهٔ حرکات فک را تعیین می‌کنند. حرکت‌هایی که از این محدوده فراتر روند ممکن است موجب درد شوند و معمولاً در عملکرد طبیعی رخ نمی‌دهند.
- رباط اصلی، رباط گیجگاهی‌زیرواره‌ای است که در واقع بخش خارجی ضخیم‌شدهٔ کپسول است و شامل دو بخش است: بخش بیرونی مایل (OOP) و بخش درونی افقی (IHP). قاعدهٔ این رباط سه‌گوش به زائدهٔ گونه‌ای (زیگوماتیک) استخوان گیجگاهی و تپه مفصلی متصل است و نوک آن به پهلوی گردن فک متصل می‌شود. این رباط از عقب‌کشیدن بیش از حد فک پایین جلوگیری می‌کند.[۵]
- دو رباط فرعی عبارت‌اند از رباط نیزه‌ای‌زیرواره‌ای و رباط پروانه‌ای‌زیرواره‌ای که رباط‌های کمکی محسوب می‌شوند و مستقیماً به مفصل متصل نیستند.
  - رباط نیزه‌ای‌زیرواره‌ای ناحیهٔ زیرگیجگاهی (قدامی) را از ناحیهٔ غده بناگوشی (خلفی) جدا می‌کند و از زائده نیزه‌ای تا زانویی فک کشیده می‌شود. این رباط، غدد بزاقی بناگوشی و زیرفکی را از هم جدا می‌سازد و هنگام جلو آمدن فک، سفت می‌شود.
  - رباط پروانه‌ای‌زیرواره‌ای از خار استخوان پروانه‌ای تا زبانک فک پایین کشیده می‌شود. عصب آلوئولار تحتانی میان این رباط و شاخهٔ فک پایین پایین می‌آید تا به سوراخ فکی برسد. این رباط به دلیل پیوستگی‌اش به زبانک، دهانهٔ سوراخ فک را می‌پوشاند و بازمانده‌ای از غضروف مکلی (فک جنینی) است. این رباط نیز هنگام جلو آمدن فک، سفت می‌شود.[۵]

سایر رباط‌هایی که به نام «رباط‌های گوشی‌فکی» شناخته می‌شوند،
گوش میانی (استخوان چکشی) را به مفصل گیجگاهی‌زیرواره‌ای پیوند می‌دهند:
- رباط قرص‌چکشی (discomallear)
- رباط چکشی‌زیرواره‌ای (malleomandibular)

### عصب‌دهی
عصب‌دهی حسی مفصل گیجگاهی‌زیرواره‌ای توسط عصب گوشی‌گیجگاهی (auriculotemporal) و عصب جونده‌ای (masseteric) تأمین می‌شود: 412 . هر دوی این اعصاب شاخه‌هایی از عصب آرواره‌ای پایینی (CN V3) هستند که خود شاخه‌ای از عصب سه‌قلو (CN V) به‌شمار می‌آید. پایانه‌های آزاد عصبی، که بسیاری از آن‌ها گیرنده درد هستند، استخوان‌ها، رباط‌ها و ماهیچه‌های TMJ را عصب‌دهی می‌کنند. فیبروغضروفی که روی آن را می‌پوشاند، فاقد عصب‌دهی است.

### خون‌رسانی
خون‌رسانی شریانی به این مفصل عمدتاً از شاخه‌های شریان کاروتید خارجی (سرخرگ سبات بیرونی) تأمین می‌شود، به‌ویژه از سوی سرخرگ گیجگاهی سطحی. دیگر شاخه‌های این شریان، از جمله سرخرگ گوشی عمقی، سرخرگ صماخی پیشین، سرخرگ حلقی بالارو و سرخرگ فکی نیز ممکن است در خون‌رسانی مفصل نقش داشته باشند.
فیبروغضروف پوشانندهٔ در افراد سالم بدون رگ خونی است.

### رشد
تشکیل مفاصل گیجگاهی‌زیرواره‌ای حدود هفتهٔ دوازدهم رحم روی می‌دهد، زمانی‌که فضاهای مفصلی و دیسک مفصلی شکل می‌گیرند. حدود هفتهٔ دهم، مؤلفه‌های مفصل آینده در مزانشیم میان غضروف کندیلی فک پایین و استخوان گیجگاهی در حال رشد ظاهر می‌شوند. تا هفتهٔ دوازدهم، دو حفرهٔ شکاف‌مانند و دیسک میان‌بر آن‌ها پدیدار می‌شود. مزانشیم پیرامون مفصل شروع به تشکیل کپسول فیبری مفصل می‌کند. اطلاعات اندکی دربارهٔ نقش ماهیچه‌های در حال شکل‌گیری در تشکیل مفصل در دست است. سر بالایی در حال رشد ماهیچه بالی جانبی به بخش قدامی دیسک جنینی متصل می‌شود. دیسک همچنین در ادامه به سمت عقب از طریق شکاف صماخی-سنگی پیش می‌رود و به استخوان چکشی در گوش میانی متصل می‌شود.
مرکز رشدی در سر هر کندیل فک پایین، پیش از رسیدن فرد به بلوغ کامل، وجود دارد. این مرکز شامل غضروف هیالین در زیر پریوست است که سطح مفصلی کندیل را می‌پوشاند. این مرکز رشد، آخرین مرکز فعال رشد استخوان در بدن است و بر خلاف استخوان‌های بلند، رشد آن چندسویه است. این ناحیهٔ غضروفی با رشد افزایشی (appositional) در طول زمان رشد می‌کند و سپس با استخوان جایگزین می‌شود، از طریق استخوان‌سازی درون‌غضروفی. این مرکز رشد در کندیل، امکان افزایش طول فک پایین را فراهم می‌کند که برای رویش دندان‌های دائمی بزرگ‌تر و نیز ظرفیت بیشتر مغز بزرگسال لازم است. رشد فک پایین همچنین بر شکل کلی صورت اثر می‌گذارد و در درمان ارتودنسی نیز به آن توجه می‌شود. پس از بلوغ کامل، این مرکز رشد از بین می‌رود.

## کارکرد
از آن‌جا که TMJ به فک پایین متصل است، دو مفصل راست و چپ با هم و به‌صورت وابسته عمل می‌کنند.

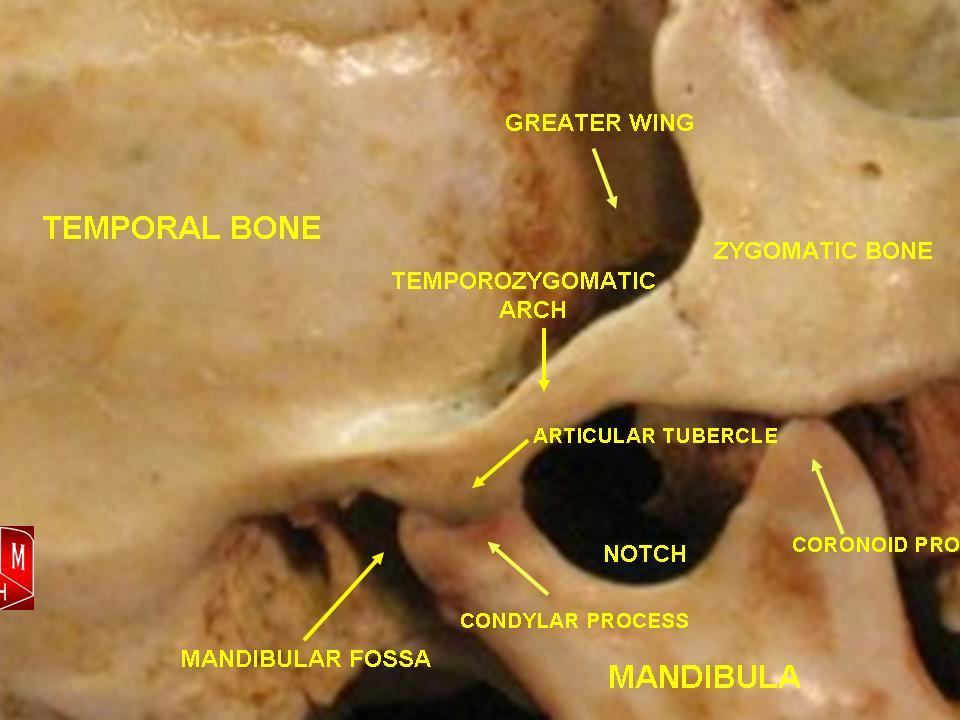
مفصل گیجگاهی‌زیرواره‌ای

هر TMJ در طبقه‌بندی مفصل‌ها، یک مفصل «لولایی-لغزنده» (ginglymoarthrodial) به‌شمار می‌آید، زیرا هم ویژگی مفصل لولایی و هم مفصل لغزنده را دارد. کندیل فک پایین با استخوان گیجگاهی در گودی زیرواره‌ای مفصل می‌شود. گودی زیرواره‌ای یک فرورفتگی مقعر در بخش صدفی استخوان گیجگاهی است.
این دو استخوان در واقع با یک دیسک مفصلی از هم جدا شده‌اند، که مفصل را به دو حفرهٔ مجزا تقسیم می‌کند. حفرهٔ تحتانی امکان چرخش سر کندیل را در اطراف یک محور لحظه‌ای چرخش فراهم می‌کند، که با حدود ۲۰ میلی‌متر نخست از باز شدن دهان مطابقت دارد. پس از این حد، ادامهٔ باز شدن دهان بدون فعال شدن حفرهٔ فوقانی مفصل‌های گیجگاهی‌زیرواره‌ای ممکن نیست.
در این مرحله، اگر دهان همچنان بیشتر باز شود، نه‌تنها سرهای کندیل در حفرهٔ پایینی مفصل می‌چرخند، بلکه کل دستگاه مفصل (شامل سر کندیل و دیسک مفصلی) به سمت جلو و پایین «ترجمه» می‌شود. اگرچه به‌طور سنتی این حرکت به‌صورت لغزش روی سطح مقعر قدامی گودی زیرواره‌ای و سطح محدب پشتی تپه مفصلی توصیف شده است، اما در واقع این ترجمه معادل چرخشی دیگر در اطراف محوری متفاوت است. این فرایند باعث شکل‌گیری یک گسترنده یا محور چرخشی نهایی فک می‌شود که در نزدیکی سوراخ فکی قرار دارد و محیطی با کشش کم برای عروق و عصب‌دهی فک فراهم می‌کند.
ضرورت وجود لغزش برای ادامهٔ باز شدن دهان از حد چرخش صرف، با قرار دادن مشت محکم در برابر چانه و تلاش برای باز کردن دهان بیش از ۲۰ میلی‌متر به‌خوبی قابل مشاهده است.
وضعیت استراحت مفصل گیجگاهی‌زیرواره‌ای حالتی نیست که دندان‌ها روی هم قرار گرفته باشند. بلکه تعادل عضلانی و بازخورد حس عمقی، وضعیت استراحتی فیزیولوژیکی برای فک فراهم می‌کنند که به آن «فاصله بین‌دندانی» یا «فاصلهٔ آزاد» می‌گویند و بین ۲ تا ۴ میلی‌متر بین دندان‌ها است.
مفصل گیجگاهی‌زیرواره‌ای هنگام بسته‌شدن فک (فشردن دندان‌ها روی هم) از پایداری کمتری برخوردار است.

### حرکت آرواره

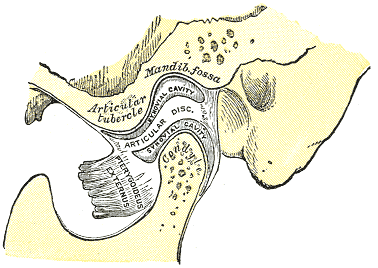
برش سهمی از مفصل فک پایین

باز شدن کامل طبیعی فک حدود ۴۰ تا ۵۰ میلی‌متر است و این اندازه از لبهٔ دندان پیشین پایین تا لبهٔ دندان پیشین بالا سنجیده می‌شود.
هنگام سنجش دامنهٔ عمودی حرکت، باید «پیش‌بست» (اوربایت، بیش‌روی دندانی) را در نظر گرفت. برای مثال، اگر فاصلهٔ بین دندان‌های پیشین بالا و پایین ۴۰ میلی‌متر باشد و پیش‌بست ۳ میلی‌متر، آنگاه دامنهٔ باز شدن فک ۴۳ میلی‌متر است.
در حرکات آرواره، فقط فک پایین است که حرکت می‌کند.
حرکات طبیعی فک هنگام عملکردهایی چون جویدن را «اکسکورشن» (excursion) می‌نامند. این حرکات شامل دو حرکت جانبی (چپ و راست) و حرکت پیش‌رونده به جلو یا «پیش‌روی» (protrusion) است. بازگشت از حالت پیش‌روی را «پس‌روی» (retrusion) می‌نامند.
هنگامی که فک در حالت پیش‌روی قرار می‌گیرد، دندان پیش فک پایین به لبهٔ دندان‌های پیشین فک بالا می‌رسد و سپس از آن عبور می‌کند و حالتی موقت از زیرگاز ایجاد می‌کند. این حرکت از طریق ترجمهٔ کندیل روی تپهٔ مفصلی (در بخش بالایی مفصل) انجام می‌شود، در حالی که در بخش پایینی مفصل چرخش بسیار کمی رخ می‌دهد، تنها به‌میزانی که اجازه دهد دندان‌های پیشین پایین بدون برخورد از جلوی دندان‌های بالا عبور کنند. (این توضیح‌ها بر پایهٔ شرایط ایده‌آل درجه یک یا برهم‌آیی درجه دو هستند)
هنگام جویدن، فک به‌طور خاصی تحت کنترل دو مفصل گیجگاهی‌زیرواره‌ای حرکت می‌کند. طرفی از فک که به‌صورت جانبی حرکت می‌کند، «طرف عملکردی» یا «طرف چرخشی» نام دارد و طرف دیگر «طرف تعادلی» یا «طرف مداری» نامیده می‌شود. این اصطلاحات اخیر، گرچه قدیمی‌ترند، اما دقیق‌ترند، زیرا حرکات کندیل‌های مربوطه را تعریف می‌کنند.
وقتی فک در یک excursion جانبی حرکت می‌کند، کندیل در سمت عملکردی فقط حرکت چرخشی دارد (در صفحهٔ افقی)، در حالی که کندیل سمت تعادلی حرکت ترجمه‌ای دارد. در جویدن واقعی، که دندان‌ها علاوه‌بر حرکت جانبی، بالا و پایین نیز حرکت می‌کنند، چرخش در صفحهٔ عمودی نیز در هر دو کندیل دخیل است.
حرکت فک عمدتاً توسط چهار ماهیچه‌های جویدن انجام می‌شود: ماهیچه جوشی، ماهیچه بالی درونی، ماهیچه بالی جانبی، و ماهیچه گیجگاهی. این چهار عضله، که همگی توسط شاخهٔ V3 عصب سه‌قلو عصب‌دهی می‌شوند، در گروه‌های مختلف برای حرکت دادن فک به جهت‌های مختلف کار می‌کنند. انقباض ماهیچه بالی جانبی باعث می‌شود دیسک و کندیل درون گودی مفصلی به جلو و پایین کشیده شوند؛ در نتیجه، این ماهیچه باعث پیش‌روی فک می‌شود و همراه با نیروی جاذبه و ماهیچهٔ دوشکمچه‌ای، دهان را باز می‌کند. سه ماهیچهٔ دیگر دهان را می‌بندند: ماهیچه جوشی و ماهیچه بالی درونی با کشیدن زاویهٔ فک به بالا، و ماهیچه گیجگاهی با کشیدن زائدهٔ تاجی فک پایین به سمت بالا.

## اهمیت بالینی

### درد
درد مفصل گیجگاهی‌زیرواره‌ای معمولاً به یکی از چهار علت زیر رخ می‌دهد:
- نشانگان درد ناهنجاری میوفاشیال، که عمدتاً عضلات جویدن را درگیر می‌کند (شایع‌ترین علت)
- دررفتگی داخلی، به‌معنای موقعیت غیرطبیعی دیسک نسبت به دیگر اجزای مفصل؛ جابه‌جایی دیسک نمونه‌ای از این حالت است
- آرتروز مفصل گیجگاهی‌زیرواره‌ای، نوعی بیماری تخریبی سطح مفصل
- آرتریت گیجگاهی، که یکی از معیارهای تشخیص آن در نظر گرفته می‌شود

در مواردی بیمار دچار درد در قسمتی از فک یا تمام فک بالا و پایین می‌شود به طوری که منشأ درد مشخص نیست. این درد بیشتر در فک بالا احساس می‌شود و دندان‌های عقب دچار دردگرفتگی هم‌زمان می‌شوند. این درد تا چند روز هم باقی می‌ماند. در بیشتر موارد، مشکل بیمار، درد مفصل گیجگاهی‌زیرواره‌ای است. اگر در یک سمت صورت و در سمت دندان‌های عقب بالا احساس درد می‌کنید، ممکن است ناشی از مفصل گیجگاهی‌زیرواره‌ای باشد. معمولاً این درد با درد دندان عقل اشتباه گرفته می‌شود. این درد معمولاً به سمت فک پایین و اطراف گوش منتشر می‌شود و حتی ممکن است به صورت سردرد نیز احساس شود. اختلال در مفصل گیجگاهی‌زیرواره‌ای می‌تواند باعث وزوز گوش شود.2
درد یا اختلال عملکرد مفصل گیجگاهی‌زیرواره‌ای با عنوان اختلال مفصل گیجگاهی‌زیرواره‌ای یا «اختلال مفصل گیجگاهی‌زیرواره‌ای» (TMD) شناخته می‌شود. این اصطلاح برای اشاره به مجموعه‌ای از مشکلات مربوط به مفصل‌های گیجگاهی‌زیرواره‌ای و ماهیچه‌ها، زردپی‌ها، رباط‌ها، رگ‌های خونی و سایر بافت‌های مرتبط با آن‌ها به‌کار می‌رود.
اگرچه نادر است، برخی از بیماری‌های دیگر در آسیب‌شناسی دهان و فک و صورت نیز ممکن است عملکرد مفصل‌های گیجگاهی‌زیرواره‌ای را تحت تأثیر قرار داده و موجب درد و تورم شوند. این شرایط شامل کندروسارکوم، استئوسارکوم، تومور سلول ژانت استخوان و کیست استخوانی آنوریسمی می‌شود.

### معاینه
مفصل‌های گیجگاهی‌زیرواره‌ای هنگام حرکت فک پایین، در جلو یا داخل مجرای شنوایی بیرونی قابل لمس‌اند. همچنین می‌توان شنود از مفصل انجام داد.

### جابه‌جایی دیسک
شایع‌ترین اختلال در مفصل گیجگاهی‌زیرواره‌ای، جابه‌جایی دیسک است. در اصل، این حالت زمانی رخ می‌دهد که دیسک مفصلی—که در جلو به سر بالایی ماهیچه بالی جانبی و در عقب به بافت رترودیسکال متصل است—از موقعیت طبیعی خود میان کندیل و گودی مفصلی خارج شود، به‌گونه‌ای که تماس فک پایین و استخوان گیجگاهی روی چیزی جز دیسک انجام گیرد. این وضعیت معمولاً بسیار دردناک است، زیرا برخلاف بافت‌های اطراف، بخش مرکزی دیسک فاقد عصب حسی است.
در اغلب موارد، دیسک هنگام ترجمه (لغزش قدامی-تحتانی کندیل به جلو و پایین در تپه مفصلی) به جلو جابه‌جا می‌شود. هنگام باز شدن دهان، گاه صدایی شبیه «پاپ» یا «کلیک» شنیده یا احساس می‌شود که نشان‌دهندهٔ بازگشت کندیل به جایگاه روی دیسک است و به آن «کاهش مفصل» یا «جابه‌جایی دیسک با کاهش» گفته می‌شود. هنگام بسته شدن دهان، کندیل از پشت دیسک لیز می‌خورد، که صدای «پاپ» یا «کلیک» دیگری شنیده می‌شود، زیرا کندیل به‌صورت خلفی نسبت به دیسک قرار گرفته است. هنگام بسته‌شدن فک، کندیل ناحیهٔ دولایه (bilaminar) را روی فوسای گیجگاهی فشرده می‌کند که منجر به درد و التهاب می‌شود.
در «جابه‌جایی دیسک بدون کاهش»، دیسک هنگام باز شدن دهان در جلوی سر کندیل باقی می‌ماند. در این حالت، باز شدن دهان محدود است و صدای «پاپ» یا «کلیک» شنیده نمی‌شود.

### اختلالات مادرزادی
- آپلازیُ نارویش فک پایین یا استخوان‌های جمجمه[۲۰]
- هیپوپلازی، کم‌رویش فک پایین یا استخوان‌های جمجمه[۲۰]
- هیپرپلازی، بیش‌رویش فک پایین یا استخوان‌های جمجمه[۲۰]
- دیسپلازی، دُش‌رویش یا رشد غیرطبیعی بافت‌ها[۲۰]

### اختلالات ضربه‌ای
- دررفتگی فک پایین
- شکستگی
- نیمه‌دررفتگی (ساب‌لاکسیون)

### اختلالات التهابی
- سینوویت[۲۱]
- کپسولیت[۲۱]
- ماهیچه‌آماس[۲۰]

### اختلالات دژنراتیو (تحلیلی)
- آرتروز
- روماتیسم مفصلی
- آرتریت ایدیوپاتیک جوانان

### اختلالات ایدیوپاتیک (با علت ناشناخته)
- اختلال مفصل گیجگاهی‌زیرواره‌ای (TMD، که با عنوان «سندرم درد و اختلال عملکرد مفصل گیجگاهی‌زیرواره‌ای» نیز شناخته می‌شود)، درد و اختلال عملکرد مفصل گیجگاهی‌زیرواره‌ای و ماهیچه‌های جویدن (ماهیچه‌هایی که فک را حرکت می‌دهند) است. TMD به‌راحتی در هیچ‌یک از دسته‌های علت‌شناختی مشخص قرار نمی‌گیرد، زیرا آسیب‌شناسی آن به‌خوبی شناخته نشده و دربرگیرندهٔ طیفی از اختلالات گوناگون با علل چندگانه است. TMD بیشترین موارد آسیب‌شناسی مفصل TMJ را تشکیل می‌دهد و پس از دندان‌درد، دومین علت شایع دردهای ناحیه دهان و صورت است.[۲۲]
- فیبرومیالژیا[۲۱]